# Francisco Zúñiga
José Jesús Francisco Zúñiga Chavarría (ur. 26 grudnia 1912 w San José, zm. 9 sierpnia 1998) – kostarykańsko-meksykański rzeźbiarz i malarz.

## Życiorys
W początkach swej twórczości pozostawał pod wpływem renesansu, później zaś – pod wpływem motywów prekolumbijskich. W 1934 współwydawał zbiór drzeworytów. W 1936 wyjechał na studia do Hiszpanii, wybuch wojny domowej zmusił go jednak do ucieczki. Osiadł na stałe w Meksyku, gdzie poznawał technikę wytopu metali oraz rzeźbienia w kamieniu. Współzałożyciel Narodowej Szkoły Malarstwa i Rzeźby La Esmeralda. W 1947 roku ożenił się z Eleną Laborde. Para miała trójkę dzieci.

### Dieła
- Pomnik rewolucji meksykańskiej (wspólnie z Oliviero Martinezem)
- Monumento a la madre (Szpital Kobiet)
- Monumento a la Agricultor (lotnisko Juana Santamarii)
- Maternidad en Cuclillas